# Astragalus bamianicus
Astragalus bamianicus är en ärtväxtart som beskrevs av Dieter Podlech. Astragalus bamianicus ingår i släktet vedlar, och familjen ärtväxter. Inga underarter finns listade i Catalogue of Life.